# Wera Anatoljewna Pawlowa

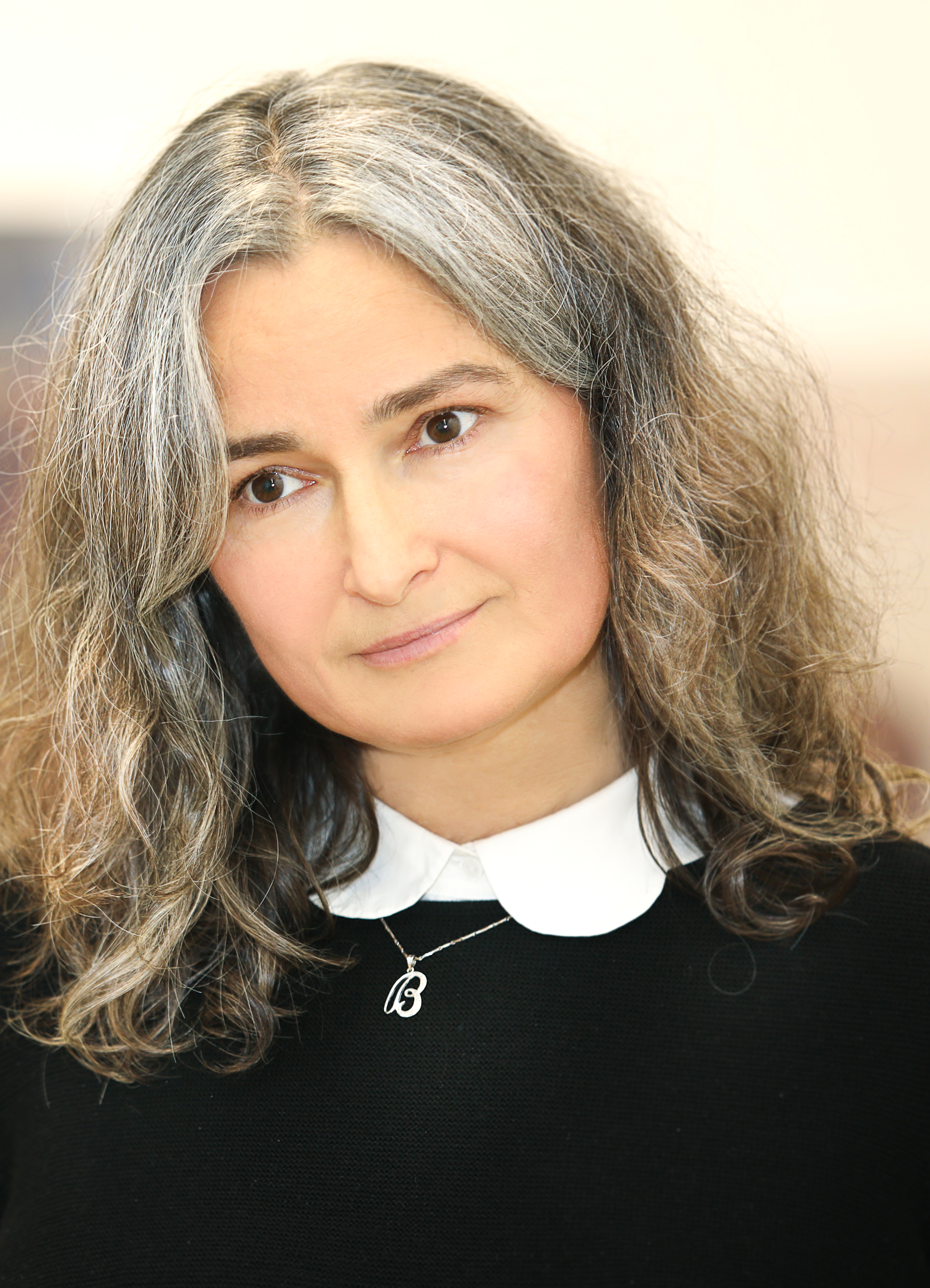
Wera Anatoljewna Pawlowa

Wera Anatoljewna Pawlowa, geboren Desjatowa, (russisch Вера Анатольевна Павлова, урожд. Десятова; * 4. Mai 1963 in Moskau) ist eine sowjetische bzw. russische bzw. US-amerikanische Dichterin und Librettistin.

## Leben
In ihrer Jugend beschäftigte sich Pawlowa mit dem Komponieren und absolvierte die Oktoberrevolution-Musikschule (Musik-College des Moskauer Staatlichen Alfred-Schnittke-Musik-Instituts). Auf Anraten Aram Chatschaturjans bereitete sie sich auf das Komponieren vor. Sie studierte an der Moskauer Gnessin-Musik-Akademie mit einem guten Abschluss als Spezialistin für Musikgeschichte. Sie arbeitete im 1975 eröffneten Leningrader/St. Petersburger Schaljapin-Museum als Führerin, veröffentlichte Musik-Essays und sang etwa 10 Jahre lang im Kirchenchor.
Bis 1992 war Pawlowa mit Michail Pawlow verheiratet. Ihre Tochter Jelisaweta Michailowna Pawlowa wurde Fotografin. Mit dem Jazz-Pianisten Andrei Schazki hatte Pawlowa die Tochter Natalja Andrejewna Pawlowa bekommen, die Opernsängerin wurde. Es folgten drei weitere Ehen.
Gedichte begann Pawlowa im Alter von 20 Jahren nach der Geburt ihrer ersten Tochter zu schreiben. Eine erste Auswahl erschien in der Jugendzeitschrift Junost. Bekannt wurde sie durch die Veröffentlichung von 72 Gedichten in der St. Petersburger Zeitung Sewodnja (russisch Сегодня, deutsch Heute) mit einem Nachwort des Literaturkritikers Boris Kusminski, worauf vermutet wurde, dass Wera Pawlowa ein literarischer Mythos sei.
Pawlowas Gedichte, die hauptsächlich dem persönlichen und intimen Leben der modernen Frau gewidmet sind, wurden in 26 Sprachen übersetzt. Sie nahm an internationalen Dichter-Festivals in Großbritannien, Deutschland, Italien, Frankreich, Belgien, Griechenland, Aserbaidschan, Usbekistan, den Niederlanden, den USA, der Schweiz, der Ukraine u. a. teil.
Libretti schrieb Pawlowa für die Opern Einstein und Margarita und Planet Pi von Iraida Jussupowa, Dido und Aeneas, Prolog von Michael Nyman, Weihnachtsoper von Anton Degtjarenko, Der letzte Musikant von Jefrem Iossifowitsch Podgaiz und für Kantaten von Pjotr Alexandrowitsch Apollonow, Iraida Jussupowa und Vladimir Genin.
Es gibt 7 CDs mit von Pawlowa rezitierten Gedichten von Dichtern des Silbernen Zeitalters. Theaterstücke nach Gedichten Pawlowas wurden in Skopin, Perm und Moskau aufgeführt. Filme über Pawlowa und mit ihrer Beteiligung wurden in Russland, Frankreich, Deutschland und den USA gedreht. Sie lebt in Moskau und New York City.

## Ehrungen, Preise
- Apollon-Grigorjew-Preis der Akademie der Russischen Modernen Literatur (2000)[4]